# Schloss Wiesentheid

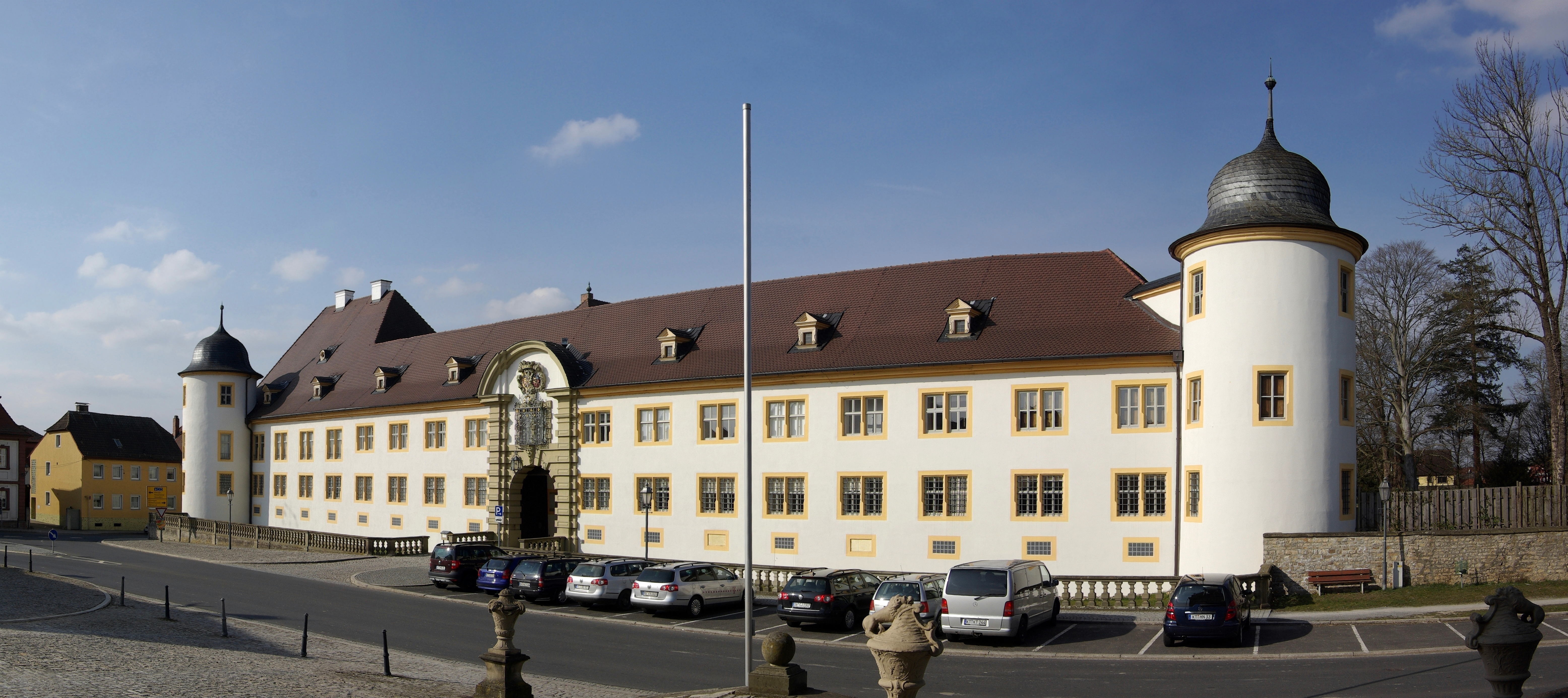
Schloss Wiesentheid, seit 1701 im Besitz der Grafen Schönborn, zur Residenz ausgebaut durch Rudolf Franz Erwein von Schönborn

Das Schloss Wiesentheid ist ein ehemaliger Adelssitz im unterfränkischen Markt Wiesentheid. Es wird heute von der Familie von Schönborn-Wiesentheid bewohnt. Das Schloss bildet eines der Zentren des Ensembles Schloss Wiesentheid und liegt zentral im Hauptort der Gemeinde.

## Geschichte
Die Geschichte des Schlosses in Wiesentheid begann bereits im späten Mittelalter. Damals hatten die Grafen zu Castell die Wasserburg im Ort inne. Nachdem die Grafen sich im 16. Jahrhundert immer weiter verschuldeten, musste Graf Konrad zu Castell das Schloss im Jahr 1547 verkaufen. Empfänger der Anlage war Valentin Fuchs von Dornheim. Er verlegte bald darauf seinen Wohnsitz in das Schloss in Wiesentheid.
Der Nachfolger des Valentin, Hans Fuchs von Dornheim, ließ im Jahr 1576 einen Schlossneubau errichten. Im Südwesten der heutigen Anlage entstand der sogenannte „Fuchs-Bau“. Die Fuchs bewohnten das Schloss bis ins Jahr 1673. In diesem Jahr starb mit Georg Adolf Fuchs von Dornheim der letzte des Geschlechts aus. Seine Witwe Anna Maria, eine geborene Voit von Rieneck, erhielt den Besitz. Sie verheiratete sich 1678 erneut.

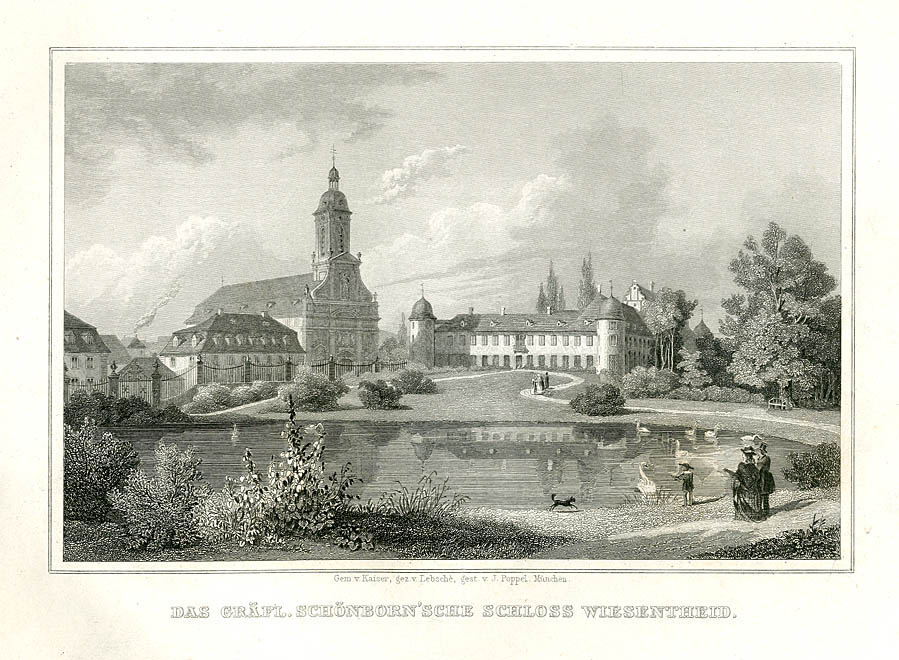
Schloss und Kirche in Wiesentheid, Stahlstich um 1879 von Johann Poppel

Nun kam das Schloss an den neuen Ehemann, Johann Otto von Dernbach. Dieser förderte seinen neuen Wohnsitz und verlieh Wiesentheid im Jahr 1682 das Marktrecht. Gleichzeitig wurden die Wiesentheider Besitzungen aus der Reichsritterschaft der Herren von Dernbach entfernt und zu einer reichsunmittelbaren Herrschaft umgestaltet. Wiesentheid erhielt dadurch einen eigenen Sitz und eine Stimme im fränkischen Grafenkollegium.
Nach dem Tod des Johann Otto von Dernbach im Jahre 1697 kam das Schloss wiederum an die Witwe des Verstorbenen. Maria Eleonore, geborene von Hatzfeld, heiratete ebenso erneut. Der neue Ehemann war der Vetter Rudolf Franz Erwein von Schönborn. Als Maria Eleonore im Jahr 1704 starb, fiel ihr Erbe endgültig an die Familie von Schönborn. Rudolf Franz Erwein von Schönborn errichtete daraufhin das Schloss in seiner heutigen Form und gestaltete es zur neuen Residenz der Grafen um.
Von 1711 bis 1720 wurde das Schloss unter der Leitung des Paters Nikolaus Loyson neu gebaut. Ebenso verpflichtete Graf Rudolf Franz Erwein von Schönborn namhafte Stuckatoren. So arbeiteten Johann Jakob Vogel, Caspar Vogel und Blasius Straub am Bau mit. Außerdem legte man einen barocken Garten neben dem Schloss an, der als einer der schönsten Frankens bezeichnet wurde. Der Park wurde im Jahr 1841 in einen englischen Landschaftspark umgewandelt.
Am 3. September 1806 wurde die Herrschaft Wiesentheid aufgelöst und ihr Gebiet dem Königreich Bayern zugeschlagen. Die Grafen von Schönborn waren fortan nur noch Standesherren, behielten allerdings bis ins Jahr 1848 einige der ehemaligen Rechte, wie die niedere Gerichtsbarkeit bei. Im Jahr 1846 wurde der Schlossberg zwischen Schloss und Kirche abgetragen. Heute wird das Schloss immer noch von den Grafen von Schönborn bewohnt. Der Park ist größtenteils für die Öffentlichkeit zugänglich.
Das Schloss wird heute vom Bayerischen Landesamt für Denkmalpflege als Baudenkmal eingeordnet. Daneben werden die untertägigen Reste der Vorgängerbebauung als Bodendenkmal geführt. Des Weiteren ist das Schönbornsche Schloss wichtigstes Element des Ensembles Schloss Wiesentheid.

## Beschreibung

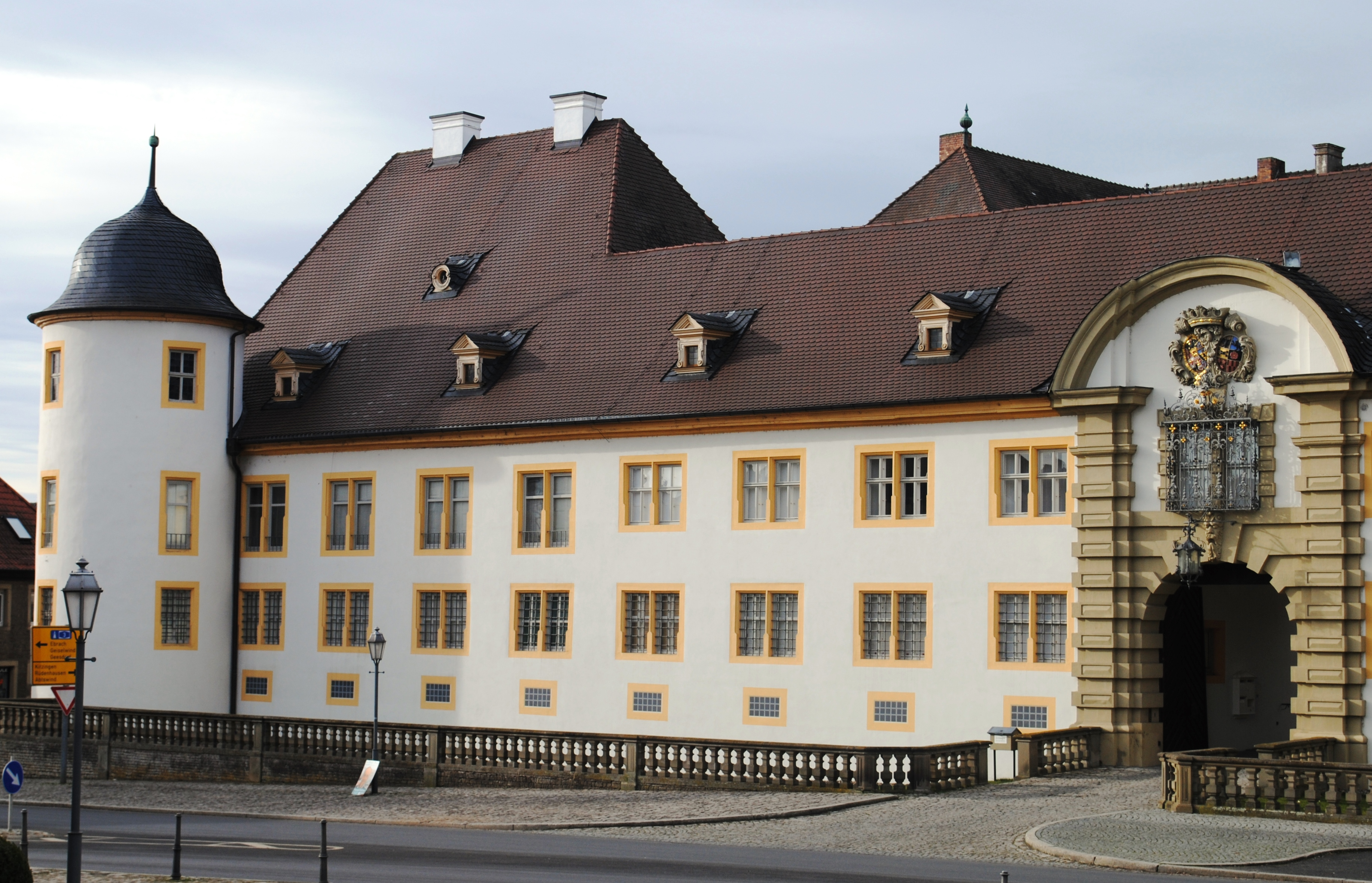
Der linke Flügel des Schlosses

Das Schloss präsentiert sich als Geviert von 60 auf 80 Metern. Die Gebäude gruppieren sich um einen rechteckigen Innenhof, während sich im Norden der weitläufige Schlosspark anschließt. Der älteste, winkelförmige Teil in der Südwestecke des Komplexes trägt einen Renaissance-Volutengiebel und wurde bereits im 16. Jahrhundert als sogenannter „Fuchs-Bau“ von den Rittern Fuchs von Dornheim gebaut. Er ist dreigeschossig und überragt damit die anderen Gebäudeteile.
Aus dem frühen 18. Jahrhundert stammen dagegen die anderen Trakte, die von vier haubenbekrönten Ecktürmen eingerahmt werden. Die Ostseite wird vom Hauptportal beherrscht. Eingerahmt wird es von zwei Gartenparterre, die von Steinbalustern gesäumt werden und die gesamte Seite einnehmen. Das Portal weist rustizierte Flanken und Pilaster. Ein Rundgiebel mit dem Allianzwappen Schönborn-Hatzfeld wurde von Heinrich Stahler entworfen.
Die Fenster der Anlage sind durch Mittelpfosten zumeist zweigeteilt. Sie wurden mit einfachen, gekehlten Gewänden gearbeitet. Im Inneren ist unter anderem der sogenannte Ballspielsaal zu finden, der 1765 in eine Kapelle umgewandelt wurde und nun einen Barockaltar von Johann Georg Neßtfell enthält. Zwei spätgotische Figuren der Heiligen Barbara und von Anna selbdritt wurden daran angebracht. In der Kapelle haben sich auch viele Kirchengeräte und Paramente erhalten.
Außerdem ist der Zugang zur Herrschaftsloge im ersten Stock bedeutsam. Er wurde mit reichem Stuck gearbeitet. Ebenso ist der Spiegelsaal im Nordflügel der Anlage kunsthistorisch bedeutsam. Er enthält eine bedeutende Rokokoausstattung, die um das Jahr 1730 geschaffen wurde. Im Ostflügel wurde die gräfliche Domänialkanzlei untergebracht. Ihre Räumlichkeiten wurden mit Stuck verziert und beinhalten einige Gemälde.